# Hjalmar Schacht

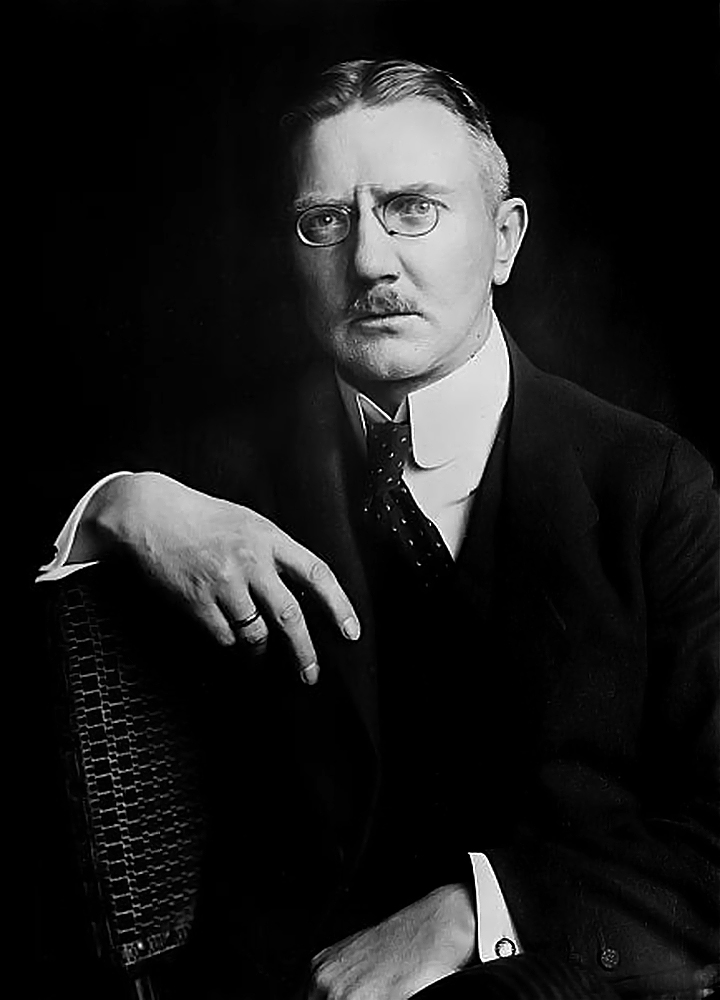
Hjalmar Schacht

Hjalmar Horace Greeley Schacht (1877–1970) là nhân vật kinh tế xuất chúng của Đức Quốc xã. Ông đỗ Tiến sĩ Kinh tế (1899), tuy không phải là đảng viên Quốc xã nhưng ủng hộ Adolf Hitler nhiệt tình và lập nhiều chương trình nhằm giải quyết nạn thất nghiệp và ổn định tiền tệ (1922–1923), Thống đốc Ngân hàng Nhà nước Đức (1923–1930, 1933–1939), Bộ trưởng Kinh tế Đức (1934–1937) kiêm Đặc mệnh Toàn quyền Cơ quan Kinh tế Chiến tranh (1935–1937), Quốc vụ khanh (1939–1943).

## Bước khởi đầu
Khi Hitler còn ở trong tù sau vụ Bạo loạn Nhà hàng Bia, TS. Hjalmar Schacht được Thủ tướng Gustav Stresemann (1878-1929) được mời giúp ổn định đồng mark Đức, và ông đã thành công. Cơn lạm phát tai hại qua đi. Gánh nặng bồi thường chiến tranh được giảm nhẹ. Nguồn vốn từ Mỹ bắt đầu đổ vào. Nền kinh tế phục hồi nhanh chóng. Nhờ đó, Schacht được cử làm Thống đốc Ngân hàng Nhà nước Đức vào năm 1923.
Ông từ chức năm 1930 vì chống đối lại chính sách của nội các đương thời, gặp Hermann Göring vào năm này và gặp Hitler năm sau. Trong hai năm kế, ông cống hiến tất cả công sức đáng kể để đưa Hitler đến gần bạn bè của ông trong giới ngân hàng và thương mại, và còn đến gần thêm chiếc ghế thủ tướng. Vì thế, ông góp công lớn cho sự hình thành của Đế chế Thứ Ba. Năm 1932, nhà phù thủy kinh tế này viết thư cho Hitler:
Tôi tin chắc rằng tình hình hiện nay sẽ tạo thuận lợi cho ông trở thành thủ tướng... Phong trào của ông tiến bước dựa trên sự thật mạnh mẽ đến nỗi chiến thắng nằm trong tầm tay của ông... Dù cho công việc của tôi trong tương lai gần dẫn tôi đi đến đâu chăng nữa, ngay cả nếu một ngày tôi bị giam trong một pháo đài, lúc nào ông cũng có thể trông cậy nơi tôi như là người ủng hộ trung kiên.
Một trong những "sự thật mạnh mẽ" của phong trào Quốc xã - mà Hitler không bao giờ giấu giếm - là khi nắm chính quyền, đảng sẽ dẹp bỏ tự do cá nhân, ngay cả tự do của TS. Schacht và bạn bè doanh nhân của ông. Phải mất một thời gian ông và bạn bè trong các ngành công nghiệp và tài chính mới thức tỉnh về điều này, tuy ông làm Thống đốc Ngân hàng Nhà nước lần nữa. Giống như mọi lịch sử, lịch sử này dẫy đầy những chuyện vô cùng trái khoáy. Vì thế, chẳng bao lâu người ta thấy TS. Schacht là nhà tiên tri đại tài vì đã đoán đúng cả hai việc: Hitler làm thủ tướng và ông bị Hitler tống giam. Ông chỉ sai lầm đôi chút: bị giam trong trại tập trung, còn tệ hơn pháo đài, không phải với tư cách là "người ủng hộ trung kiên" mà trong vị thế ngược lại.
Trong cuộc vận động tổng tuyển cử mới được ấn định vào ngày 5 tháng 3 năm 1933, các doanh nhân lớn được yêu cầu móc hầu bao vì họ vui mà thấy chính phủ mới hứa sẽ đàn áp nghiệp đoàn và để cho giới chủ tự do kiếm lợi nhuận. Họ đồng ý như thế trong một buổi họp ở Dinh Chủ tịch Nghị viện của Göring, dưới sự chủ trì của TS. Schacht để kêu gọi tài trợ. Tại Tòa án Nürnberg, ông cho biết "Tôi thu được 3 triệu mark." Đó là số tiền rất lớn thời bấy giờ.

## Phù thủy kinh tế
Sau khi lên nắm chính quyền, ngày 17 tháng 3 năm 1933, Hitler sa thải TS. Hans Luther, thống đốc có tính bảo thủ của Ngân hàng Nhà nước, cử Schacht thay thế. Không người nào tỏ ra hữu dụng hơn cho Hitler như Schacht trong việc xây dựng sức mạnh kinh tế cho Đế chế Thứ Ba và tái vũ trang cho Thế chiến II. Đúng là trước khi chiến tranh bùng nổ, ông chống đối Hitler, bị mất hết chức vụ. Nhưng lúc ấy đã quá muộn: thành quả của ông cho Quốc xã đã được phát huy.
Trong năm đầu, những chính sách kinh tế của Quốc xã do Schacht đề ra chủ yếu nhằm tạo công ăn việc làm cho người thất nghiệp qua chương trình xây dựng công ích và khuyến khích doanh nghiệp tư nhân. Tín dụng chính phủ được cung cấp qua trái phiếu thất nghiệp đặc biệt, và miễn thuế rộng rãi hầu giúp trang trại tăng chi tiêu và sử dụng thêm nhân công.
Ngày 2 tháng 8 năm 1934, Schacht nhận thêm nhiệm vụ Bộ trưởng Kinh tế. Ngày 12 tháng 5 năm 1935, Hitler bổ nhiệm Schacht kiêm thêm Bộ trưởng Đặc mệnh Toàn quyền về Kinh tế Chiến tranh, trao cho ông này quyền hạn để "chỉ đạo sự chuẩn bị kinh tế cho chiến tranh." Bốn tuần sau, Schacht nộp một báo cáo riêng cho Hitler bắt đầu bằng:
việc hoàn tất tái vũ trang với tốc độ và khối lượng mong muốn là vấn đề của nền chính trị Đức; vì thế mọi hoạt động khác phải tùy thuộc vào việc này.
Schacht giải thích với Hitler là vì cần ngụy trang hoàn toàn việc tái vũ trang cho đến ngày 16 tháng 3 năm 1935 (khi Hitler tuyên bố động viên cho một quân đội gồm 36 sư đoàn), cần phải dùng máy in tiền để chi trả cho giai đoạn đầu. Ông cũng vui mừng chỉ ra rằng số tiền tịch thu từ kẻ thù của Nhà nước (phần lớn là người Do Thái) và những người khác từ tài khoản nước ngoài bị phong tỏa đã giúp chi trả cho súng ống của Hitler. Ông pha trò: "Vì thế, việc tái vũ trang của chúng ta được chi trả một phần với tín dụng của kẻ thù chính trị của chúng ta".
Dù trong Tòa án Nürnberg, Schacht phản bác kịch liệt cáo buộc cho rằng ông đã tham gia trong âm mưu của Quốc xã để gây chiến, sự thật là không một người nào khác có trách nhiệm như Schacht trong việc chuẩn bị sức mạnh kinh tế cho Đức để tiến đến chiến tranh. Quân đội Đức toàn tâm công nhận điều này. Vào dịp sinh nhật thứ 60 của Schacht, một ấn phẩm của Quân đội ca ngợi Schacht là
người đã giúp cho sự tái tạo dựng Quân đội được khả thi về mặt kinh tế... Lực lượng Quốc phòng hàm ơn năng lực lớn lao của Schacht đã vượt qua mọi khó khăn để tạo ra sức mạnh hiện tại từ cơ số 100.000 người.
Schacht mang ra thi thố tất cả ngón nghề phù thủy về tài chính để chuẩn bị cho Đế chế Thứ Ba sẵn sàng với chiến tranh. In thêm tiền chỉ là một trong những biện pháp của ông. Ông thao túng đồng tiền một cách khéo léo đến nỗi các nhà kinh tế nước ngoài có lúc ước lượng đồng mark có đến 237 giá trị khác nhau. Ông đã đàm phán được nhiều cuộc trao đổi hiện vật với hàng chục quốc gia có lợi cho Đức một cách đáng kinh ngạc, và chứng tỏ với các nhà kinh tế chính thống là càng mang nợ một quốc gia thì càng dễ làm ăn với quốc gia ấy. Việc ông tạo ra tín dụng trong một quốc gia thiếu vốn luân chuyển và hầu như không có dự trữ tài chính là do thiên tài hoặc – như vài người nói – là mánh lới bậc thầy. Ví dụ cụ thể là việc Ngân hàng Nhà nước phát hành tín phiếu "Mefo" được Nhà nước bảo lãnh và được dùng để chi trả cho các nhà sản xuất vũ khí. Vì tín phiếu này không xuất hiện trên báo cáo tài chính của Ngân hàng Quốc gia lẫn ngân sách Nhà nước, chương trình tái vũ trang vẫn giữ được bí mật. Trong giai đoạn 1935-1938, tín phiếu này được sử dụng riêng cho việc tái vũ trang và lên đến số tiền tổng cộng là 12 tỉ mark. Có một lần khi giải thích việc này với Hitler, Bộ trưởng Tài chính Bá tước Schwerin von Krosigk nói đấy chỉ là một hình thức "in tiền".
Schacht đã cống hiến năng lực và thiên tài vào việc chi trả cho chương trình tái vũ trang nhanh chóng của Hitler. Ông đã nhào nặn ra nhiều mánh khóe để huy động tiền bạc cho Lục quân, Hải quân và Không quân và chi trả cho các hóa đơn sản xuất vũ khí. Nhưng có mức giới hạn, quá mức này quốc gia sẽ phá sản. Vào năm 1936, ông tin rằng Đức đang tiến gần đến mức giới hạn ấy. Ông cảnh báo tình hình này với Hitler, Göring và Tướng Bộ trưởng Quốc phòng Werner von Blomberg (1878-1946), nhưng không có kết quả.
Tháng 9 năm 1936, Đức bắt đầu Kế hoạch Bốn năm và chuyển qua nền kinh tế toàn diện cho chiến tranh. Dù dốt nát về kinh tế ngang bằng với Hitler, Göring thay thế Schacht để nắm quyền độc tài về kinh tế. Mục đích của kế hoạch là làm cho Đức được tự túc trong vòng 4 năm, để không phải khốn đốn vì phong tỏa – mà Schacht xem là không khả thi. Nhưng Göring đã trở nên nhà độc tài trong lĩnh vực kinh tế. Đối với người kiêu ngạo, có tham vọng và còn khinh bỉ Göring dốt nát về kinh tế thì khó mà tiếp tục giữ chiếc ghế. Sau vài tháng xung khắc kịch liệt giữa hai người đều có cá tính mạnh, Schacht yêu cầu Hitler cho ông nghỉ chức vụ trong nội các. Thêm vào nỗi bất mãn là thái độ của nhiều nhà công nghiệp và doanh nhân "đổ xô đến văn phòng của Göring để nhận đơn đặt hàng trong khi tôi vẫn còn đang làm cho mọi người nghe tiếng nói của lý lẽ."
Để làm cho họ nghe được tiếng nói của lý lẽ trong không khí sôi động của Đức Quốc xã năm 1937 là điều không ai làm được, như Schacht nhận thấy. Sau khi đã cãi vã thêm với Göring, ông nộp đơn cho Hitler chính thức xin từ chức Bộ trưởng Kinh tế. Ngày 8 tháng 12, đơn từ chức được chính thức chấp thuận. Con người yếu đuối Walter Funk được cử thay thế Schacht.
Theo yêu cầu của Hitler, Schacht ở lại nội các làm Quốc vụ khanh (Bộ trưởng không giữ bộ nào) và vẫn còn giữ chức vụ Thống đốc Ngân hàng Quốc gia, vì thế vẫn duy trì vẻ bề ngoài, tránh cho nước Đức và thế giới một cú sốc. Tuy nhiên, ông không còn có thể kiềm chế chương trình tái vũ trang sôi động của Hitler, mà chỉ đưa tên tuổi ra làm bình phong cho mưu đồ của Hitler. Cũng như các tướng lĩnh và người bảo thủ đã giao nước Đức cho Hitler, ông không thức tỉnh nhanh chóng để nhận ra thực tế của cuộc đời.

## Âm mưu chống đối Hitler
Năm 1937, bắt đầu nhen nhúm phong trào chống đối Hitler. Hai nhân vật có tiếng tăm sáng mắt là Johannes Popitz, Bộ trưởng Tài chính của Phổ và Schacht. Cả hai đã được thưởng huân chương cao quý nhất của Đảng Quốc xã vì công lao đóng góp vào nền kinh tế cho mục đích chiến tranh. Có lẽ vì quá khứ và tư cách của họ mà hai người không được thành phần cốt lõi của nhóm chống đối tin cậy. Schacht là con người của chủ nghĩa cơ hội, và Hassell nhận xét trong nhật ký của ông là Schacht "nói một đàng nhưng làm một nẻo" – ý kiến mà ông nghĩ các Tướng Beck và von Fritsch cũng đồng ý.
Trong nhiều tuần mùa hè năm 1939, nhóm âm mưu hành động tất bật, tuy chính xác với mục đích gì thì khó mà hiểu được. Qua tài liệu họ để lại, người ta vẫn không biết rõ và người ta có cảm tưởng là chính họ cũng không biết họ muốn gì. Dù là có thiện chí, họ hoang mang trầm trọng và tê liệt vì kém hiệu quả. Hitler đã hoàn toàn khống chế cả nước Đức – quân đội, Cộng sản, chính quyền và dân chúng – đến nỗi họ không thể nghĩ ra cách nào tháo gỡ hoặc làm lũng đoạn sự khống chế như thế. Thế là, chấm dứt những cố gắng của nhóm âm mưu nhằm ngăn chặn Hitler khởi động Thế chiến II, ngoại trừ nỗ lực vào phút chót của TS. Schacht, mà ông dựa vào đấy để biện hộ cho mình trước Tòa án Nürnberg. Vào tháng 8 năm 1939 ông gửi thư cho Hitler, Göring và Ribbentrop – ở thời điểm gay cấn các nhà lãnh đạo phe chống đối chỉ biết viết thư và bản ghi nhớ – nhưng, ông "rất ngạc nhiên", như ông kể sau này, không nhận được trả lời. Kế đến, ông dự định đi gặp Thống chế Walther von Brauchitsch, Tư lệnh Lục quân Đức. Để nói gì? Trước Tòa án Nürnberg, Schacht giải thích ông định nói với Tư lệnh Lục quân rằng khởi động chiến tranh mà không thông qua Nghị viện là vi hiến! Vì thế nhiệm vụ của Tư lệnh Lục quân là tôn trọng lời tuyên thệ của ông ấy đối với hiến pháp!
Nhưng cuối cùng Schacht đã không gặp Brauchitsch! Đô đốc Giám đốc Quân báo Wilhelm Franz Canaris (1887-1945) cảnh cáo nếu ông này đi gặp, vị Tư lệnh Lục quân "có lẽ sẽ ra lệnh bắt giữ chúng ta lập tức." Nhưng có người giải thích lý do thật sự khiến Schacht không đi nói ra chuyện kỳ quái ấy (việc yêu cầu Nghị viện bù nhìn phê chuẩn là trò trẻ con đối với Hitler đến nỗi ông này không màng đến thủ tục ấy). Có vẻ như Schacht bãi bỏ chuyến đi khi Hitler ra lệnh bãi bỏ tấn công Ba Lan.
Sau vụ ám sát Hitler thất bại ngày 20 tháng 7 năm 1944, nhiều người bị xử tử một cách dã man. Vài người bị bắt, không bị xét xử nhưng bị đưa vào trại tập trung. Trong số này là Schacht, không can dự vào vụ ám sát tuy trước Tòa án Nürnberg ông khai mình đã "khơi mào."
Vài ngày trước khi tự sát, Hitler thảo luận với các tướng lĩnh về số phận của một nhóm tù nhân người Anh, Pháp và Mỹ nổi danh trong đó có Schacht. Một nhân chứng về sau khai: Hitler một lần nữa nổi giận. Tay ông ta run rẩy, chân run rẩy và đầu run rẩy; ông chỉ lặp đi lặp lại: "Bắn hết chúng nó! Bắn hết chúng nó!"
Ngày 1 tháng 5 năm 1945, một nhóm tù nhân gồm những nhân vật nổi tiếng kể cả Schacht được vội vã mang ra khỏi Dachau và đưa về miền nam để tránh quân đội Mỹ đến giải thoát. Họ đến khách sạn ở một ngôi làng nằm cao trên dãy núi ở miền nam Tyrol. Mật vụ cho vài người xem bản danh sách những người mà, theo lệnh của Heinrich Himmler (1900-1945), sẽ bị xử tử để không cho rơi vào tay Đồng Minh. Tuy nhiên, vào lúc 2 giờ chiều ngày 4 tháng 5, có tiếng còi báo động! Một toán binh sĩ Mỹ chiếm lấy khách sạn. Họ được tự do!

## Trước Tòa án Nürnberg
Sau chiến tranh, Schacht bị đưa ra xét xử trước Tòa án Nürnberg. Ông đã trải qua những tháng cuối cùng của Đế chế thứ Ba khi nhân vật mà ông có thời tôn thờ Hitler đưa ông vào trại tập trung, e sợ một ngày sẽ bị xử tử, nhưng bây giờ tỏ ra căm phẫn vì thấy Đồng minh lại đem chính mình ra xét xử như là tội phạm chiến tranh. Schacht tự biện hộ rằng ông chỉ là một chuyên gia về ngân hàng và kinh tế. Hơn nữa, ông đã mất mọi chức vụ trước khi chiến tranh bùng nổ và còn bị chế độ Quốc xã đưa vào trại tập trung. Vì những yếu tố này, Schacht được Tòa án Nürnberg tha bổng vì xét ông không phạm tội ác chiến tranh. Walther Funk, kẻ bất tài với đôi mắt trông gian xảo, đã tiếp nhiệm Schacht làm Thống đốc Ngân hàng Nhà nước Đức, nhận án chung thân.
Nhưng Schacht lại nhận án 8 năm khổ sai của Tòa án Bài trừ Quốc xã của Cộng hòa Liên bang Đức do ông có tư tưởng bài Do Thái, giúp gây quỹ cho Đảng Quốc xã, trấn áp nghiệp đoàn.... Ông được trả tự do năm 1948. Sau đấy, ông thành lập Ngân hàng Dusseldorf, làm cố vấn về kinh tế và tài chính cho một số nước đang phát triển.